# Lottert
Lottert est un village de la commune belge d’Attert située en Région wallonne dans la province de Luxembourg. Avant la fusion des communes de 1977, il faisait partie de la commune de Thiaumont.
Le nom de son club des jeunes est le CDJ Lottert. Fondé en mars 2017, il a d’abord été dirigé par Florian Oger. Le trésorier était Nicolas Lamberty, désormais président depuis septembre 2018. Le club des jeunes œuvre ardument dans l’animation du village avec notamment la chasse aux œufs de Pâques, la saint Nicolas, le grand feu, le tournoi de foot...
A Lottert également, le comité Lottert en Fêtes et en Fleurs fleurît abondamment le village et se voit classé chaque année parmi les premiers dans le challenge Luxembourg villages propres et fleuris .
Il accueille également chaque année, une marche en soirée organisée par le Syndicat d’Initiative